# Kullervo Manner (bok)
Kullervo Manner: ett porträtt på en revolutionär är en biografi om Kullervo Manner, skriven av docent Matti Lackman. Boken är utgiven av Amanita år 2017. Lackman har fördjupat sig i både finländska och ryska arkiv och hittat ny information i dem.

## Recensioner
Veli-Pekka Leppänen (Helsingin Sanomat) anser att Lackmans nya information ger bra insikt och att bilden av Manner blir ännu skarpare än förr i boken. Finlandstiden anser Leppänen att Lackman avbildat perfekt, men särskilt sovjetårens behandling ger ny färg åt bilden av Manner.